# Fédération islamique des Canaries
La Fédération islamique des Canaries (en espagnol : Federación Islámica de Canarias) est une organisation religieuse musulmane qui rassemble des associations et des communautés religieuses islamiques autour des îles Canaries. Son siège social est situé dans la ville de Los Cristianos, dans la municipalité de Arona au sud de l'île de Tenerife (Espagne).

## Histoire
En 2013 est venu le besoin de la création d'une fédération islamique afin de regrouper et de représenter les différentes et diverses communautés musulmanes dans les îles Canaries, de manière analogue à ceux des autres régions de l'Espagne. À cette fin, ils ont travaillé différentes associations et communautés musulmanes autour de l'archipel et les municipalités de Adeje et Arona.
La Fédération islamique des îles Canaries a été créée en tant que telle au début de 2015, l'exécution de sa présentation officielle le 17 avril que de année, lors d'une cérémonie tenue au centre culturel de Adeje. Cette organisation a été créée avec l'objectif principal de fournir des conseils aux communautés islamiques et de faciliter leur intégration.
La Fédération islamique des îles Canaries est une entité reconnue officiellement par la Commission islamique d'Espagne et l'Union des communautés islamiques d'Espagne,. À l'heure actuelle, il existe dans les îles Canaries un chiffre d'environ 70.000 musulmans et 40 mosquées et lieux de culte dans tout l'archipel.

## Présidents de la Fédération
- Tijani Mimoun El Bouji (2015-2021)[8]
- Hamed Allal Hamed (2021-actuel)[9]

## Affiliées
La Fédération islamique des Canaries se compose de différentes communautés musulmanes dispersées dans tout l'archipel.
- Comunidad Islámica "Al-Karama" (Arona, Tenerife)
- Comunidad Islámica "Atatwba" (Arona, Tenerife)
- Comunidad Musulmana "Al-Ishan" (Adeje, Tenerife)
- Comunidad Musulmana "Al-Mushinin" (Arona, Tenerife)
- Comunidad Musulmana "Arrahma" (Guía de Isora, Tenerife)
- Comunidad Musulmana "Assidik" (San Miguel de Abona, Tenerife)
- Comunidad Musulmana "Ennor" (Granadilla de Abona, Tenerife)
- Comunidad Musulmana de Tenerife (Santa Cruz de Tenerife, Tenerife)
- Comunidad Musulmana Mezquita "El Kods" (Guía de Isora, Tenerife)
- Comunidad Musulmana Mezquita "Al Huda" (Guía de Isora, Tenerife)
- Comunidad Musulmana Puerto de la Cruz (Puerto de la Cruz, Tenerife)
- Junta Musulmana Canaria (San Bartolomé de Tirajana, Gran Canaria)
- Mezquita Assalam de El Doctoral (Santa Lucía de Tirajana, Gran Canaria)
- Mezquita Islámica de Vecindario (Santa Lucía de Tirajana, Gran Canaria)

## Controversé
- En 2017, lors de la controverse déclenchée au Carnaval de Las Palmas de Gran Canaria en raison de la représentation de la Drag queen Sethlas, déguisée en Vierge Marie et avec une scène qui présentait la Crucifixion du Christ et qui était le gagnant du concours, le Président de la Fédération islamique des îles Canaries, Tijani Mimoun El Bouji, s'est prononcé contre le spectacle qu'il a qualifié de "blasphème"[11].

- La même année, certains médias de l'archipel, liés la Fédération islamique des îles Canaries avec la tendance de mouvement  salafiste marocain Al Adl Wal Ihsane[12],[13], en disant que d'influencer ce dernier essayait la communauté musulmane dans l'archipel par la Fédération islamique des îles Canaries. Cependant, Tijani El Bouji, président de la Fédération il a nié ce lien[13].

- En 2021, le président de la Fédération islamique, Tijani El Bouji, a été jugé pour un crime d'incitation à la haine pour avoir téléchargé de nombreuses publications contre Israël et le peuple juif sur un réseau social[14], et serait finalement acquitté[15].